# Seborgia minima
Seborgia minima is een vlokreeftensoort uit de familie van de Seborgiidae. De wetenschappelijke naam van de soort is voor het eerst geldig gepubliceerd in 1970 door Bousfield.